# 林鏐
林鏐（？—？），字元美，福建福州府閩縣林浦鄉人，明朝政治人物。

## 生平
永樂十九年（1421年）辛丑科進士，宣德年間，授上饒知縣。在任期間整理學務，平定盜亂。正統年間，升寧海知州。天順年間，升撫州知府，有惠政。
林鏐為福州東林世家之祖，其子為林瀚。福州東林家族在明朝一季，共有八位進士，其中有五位官至尚書。史稱「三代五尚書，七科八進士」。